# Cidade Universitária de Madrid
A Cidade Universitária de Madrid (em espanhol: Ciudad Universitaria de Madrid), também conhecido por Campus da Moncloa (Campus de Moncloa), é um campus universitário em Madrid, Espanha. Estão aí instaladas a maioria das faculdades e escolas superiores da Universidade Complutense de Madrid e da Universidade Politécnica de Madrid, assim como mais de trinta as instalações da Universidade Nacional de Educação à Distância (UNED).